# Tour de La Provence 2021
Tour de La Provence 2021 – 6. edycja wyścigu kolarskiego Tour de La Provence, która odbyła się w dniach od 11 do 14 lutego 2021 na liczącej 674 kilometry trasie na terenie regionu Prowansja-Alpy-Lazurowe Wybrzeże. Wyścig był częścią UCI ProSeries 2021.

## Etapy
| Etap | Data   | Start – Meta                   | type        | Dystans (km) | Zwycięzca etapu  | Lider            |
| ---- | ------ | ------------------------------ | ----------- | ------------ | ---------------- | ---------------- |
| 1    | 11 lut | Aubagne – Six-Fours-les-Plages | pagórkowaty | 182,3        | Davide Ballerini | Davide Ballerini |
| 2    | 12 lut | Cassis – Manosque              | pagórkowaty | 174,6        | Davide Ballerini | Davide Ballerini |
| 3    | 13 lut | Istres – Chalet Reynard        | górski      | 153,9        | Iván Sosa        | Iván Sosa        |
| 4    | 14 lut | Awinion – Salon-de-Provence    | płaski      | 163,2        | Phil Bauhaus     | Iván Sosa        |

## Drużyny
| WorldTeams (14)- AG2R Citroën Team - Astana-Premier Tech - Bahrain Victorious - Cofidis - Deceuninck-Quick Step - Groupama-FDJ - Ineos Grenadiers - Lotto Soudal - Movistar Team - Team DSM - Qhubeka Assos - Trek-Segafredo - UAE Team Emirates - Bora-Hansgrohe ProTeams (4)- Arkéa-Samsic - B&B Hotels p/b KTM - Total Direct Énergie - Delko Continental teams (2)- Xelliss-Roubaix Lille Métropole - Saint Michel-Auber 93 |
| |

### Lista startowa
| Deceuninck-Quick Step DQT | Deceuninck-Quick Step DQT        | Deceuninck-Quick Step DQT |
| ------------------------- | -------------------------------- | ------------------------- |
| Nr                        | Kolarz                           | Miejsce                   |
| 1                         | Julian Alaphilippe (FRA) (szosa) | 2.                        |
| 2                         | Kasper Asgreen (DEN) (szosa)     | 109.                      |
| 3                         | Davide Ballerini (ITA)           | 78.                       |
| 4                         | Rémi Cavagna (FRA)               | 94.                       |
| 5                         | Yves Lampaert (BEL)              | 113.                      |
| 6                         | Zdeněk Štybar (CZE)              | 77.                       |
| 7                         | Mauri Vansevenant (BEL)          | 8.                        |

| Ineos Grenadiers IGD | Ineos Grenadiers IGD    | Ineos Grenadiers IGD |
| -------------------- | ----------------------- | -------------------- |
| Nr                   | Kolarz                  | Miejsce              |
| 11                   | Egan Bernal (COL)       | 3.                   |
| 12                   | Laurens De Plus (BEL)   | 35.                  |
| 13                   | Edward Dunbar (IRL)     | 69.                  |
| 14                   | Gianni Moscon (ITA)     | 53.                  |
| 15                   | Carlos Rodríguez (ESP)  | 17.                  |
| 16                   | Iván Sosa (COL)         | 1.                   |
| 17                   | Ben Swift (GBR) (szosa) | 54.                  |

| Astana-Premier Tech APT | Astana-Premier Tech APT        | Astana-Premier Tech APT |
| ----------------------- | ------------------------------ | ----------------------- |
| Nr                      | Kolarz                         | Miejsce                 |
| 21                      | Gorka Izagirre (ESP)           | 31.                     |
| 22                      | Aleksiej Łucenko (KAZ) (szosa) | 20.                     |
| 23                      | Alex Aranburu (ESP)            | 96.                     |
| 24                      | Omar Fraile (ESP)              | 68.                     |
| 25                      | Ion Izagirre (ESP)             | 30.                     |
| 26                      | Harold Tejada (COL)            | 37.                     |
| 27                      | Aleksandr Własow (RUS)         | 10.                     |

| Groupama-FDJ GFC | Groupama-FDJ GFC            | Groupama-FDJ GFC |
| ---------------- | --------------------------- | ---------------- |
| Nr               | Kolarz                      | Miejsce          |
| 31               | Arnaud Démare (FRA) (szosa) | 120.             |
| 32               | Clément Davy (FRA)          | 132.             |
| 33               | Jacopo Guarnieri (ITA)      | 103.             |
| 34               | Ignatas Konovalovas (LTU)   | 125.             |
| 35               | Rudy Molard (FRA)           | 23.              |
| 36               | Miles Scotson (AUS)         | 55.              |
| 37               | Ramon Sinkeldam (NED)       | 127.             |

| Lotto-Soudal LTS | Lotto-Soudal LTS         | Lotto-Soudal LTS |
| ---------------- | ------------------------ | ---------------- |
| Nr               | Kolarz                   | Miejsce          |
| 41               | Filippo Conca (ITA)      | 108.             |
| 42               | John Degenkolb (GER)     | 89.              |
| 43               | Frederik Frison (BEL)    | 71.              |
| 44               | Philippe Gilbert (BEL)   | 48.              |
| 45               | Stefano Oldani (ITA)     | 34.              |
| 46               | Florian Vermeersch (BEL) | 62.              |
| 47               | Tim Wellens (BEL)        | DNS-3            |

| Arkéa-Samsic ARK | Arkéa-Samsic ARK        | Arkéa-Samsic ARK |
| ---------------- | ----------------------- | ---------------- |
| Nr               | Kolarz                  | Miejsce          |
| 51               | Warren Barguil (FRA)    | 13.              |
| 52               | Nacer Bouhanni (FRA)    | 88.              |
| 53               | Maxime Bouet (FRA)      | 36.              |
| 54               | Anthony Delaplace (FRA) | 57.              |
| 55               | Thomas Boudat (FRA)     | 95.              |
| 56               | Clément Russo (FRA)     | 107.             |
| 57               | Connor Swift (GBR)      | 63.              |

| UAE Team Emirates UAD | UAE Team Emirates UAD           | UAE Team Emirates UAD |
| --------------------- | ------------------------------- | --------------------- |
| Nr                    | Kolarz                          | Miejsce               |
| 61                    | Andrés Camilo Ardila (COL)      | 38.                   |
| 62                    | Valerio Conti (ITA)             | 49.                   |
| 63                    | Alessandro Covi (ITA)           | 61.                   |
| 64                    | Sven Erik Bystrøm (NOR) (szosa) | 70.                   |
| 65                    | Alexander Kristoff (NOR)        | 101.                  |
| 66                    | Vegard Stake Laengen (NOR)      | 51.                   |
| 67                    | Matteo Trentin (ITA)            | 80.                   |

| Bahrain Victorious TBV | Bahrain Victorious TBV  | Bahrain Victorious TBV |
| ---------------------- | ----------------------- | ---------------------- |
| Nr                     | Kolarz                  | Miejsce                |
| 71                     | Phil Bauhaus (GER)      | 111.                   |
| 72                     | Jack Haig (AUS)         | 7.                     |
| 73                     | Heinrich Haussler (AUS) | 59.                    |
| 74                     | Wout Poels (NED)        | 4.                     |
| 75                     | Gino Mäder (SUI)        | 45.                    |
| 76                     | Dylan Teuns (BEL)       | 15.                    |
| 77                     | Fred Wright (GBR)       | 73.                    |

| Trek-Segafredo TFS | Trek-Segafredo TFS     | Trek-Segafredo TFS |
| ------------------ | ---------------------- | ------------------ |
| Nr                 | Kolarz                 | Miejsce            |
| 81                 | Giulio Ciccone (ITA)   | 11.                |
| 82                 | Koen de Kort (NED)     | 91.                |
| 83                 | Niklas Eg (DEN)        | 129.               |
| 84                 | Emīls Liepiņš (LAT)    | 128.               |
| 85                 | Bauke Mollema (NED)    | 6.                 |
| 86                 | Matteo Moschetti (ITA) | 121.               |
| 87                 | Kiel Reijnen (USA)     | 122.               |

| Movistar Team MOV | Movistar Team MOV      | Movistar Team MOV |
| ----------------- | ---------------------- | ----------------- |
| Nr                | Kolarz                 | Miejsce           |
| 91                | Enric Mas (ESP)        | 85.               |
| 92                | Matteo Jorgenson (USA) | 14.               |
| 93                | Abner González (PUR)   | 32.               |
| 94                | Carlos Verona (ESP)    | 46.               |
| 95                | Sergio Samitier (ESP)  | 43.               |
| 96                | Imanol Erviti (ESP)    | 79.               |
| 97                | Lluís Mas (ESP)        | 40.               |

| Qhubeka Assos TQA | Qhubeka Assos TQA      | Qhubeka Assos TQA |
| ----------------- | ---------------------- | ----------------- |
| Nr                | Kolarz                 | Miejsce           |
| 101               | Fabio Aru (ITA)        | 18.               |
| 102               | Sander Armée (BEL)     | 29.               |
| 103               | Connor Brown (NZL)     | 116.              |
| 104               | Nicholas Dlamini (RSA) | 93.               |
| 105               | Kilian Frankiny (SUI)  | 22.               |
| 106               | Mauro Schmid (SUI)     | 58.               |
| 107               | Karel Vacek (CZE)      | 97.               |

| Team DSM DSM | Team DSM DSM             | Team DSM DSM |
| ------------ | ------------------------ | ------------ |
| Nr           | Kolarz                   | Miejsce      |
| 111          | Romain Combaud (FRA)     | 24.          |
| 112          | Mark Donovan (GBR)       | 50.          |
| 113          | Max Kanter (GER)         | 99.          |
| 114          | Andreas Leknessund (NOR) | 90.          |
| 115          | Niklas Märkl (GER)       | 133.         |
| 116          | Nicolas Roche (IRL)      | 72.          |
| 117          | Jasha Sütterlin (GER)    | 126.         |

| AG2R Citroën Team ACT | AG2R Citroën Team ACT        | AG2R Citroën Team ACT |
| --------------------- | ---------------------------- | --------------------- |
| Nr                    | Kolarz                       | Miejsce               |
| 121                   | Geoffrey Bouchard (FRA)      | 27.                   |
| 122                   | Lilian Calmejane (FRA)       | DNF-3                 |
| 123                   | Tony Gallopin (FRA)          | 44.                   |
| 124                   | Ben O’Connor (AUS)           | 16.                   |
| 125                   | Aurélien Paret-Peintre (FRA) | 12.                   |
| 126                   | Michael Schär (SUI)          | 81.                   |
| 127                   | Clément Venturini (FRA)      | 75.                   |

| Bora-Hansgrohe BOH | Bora-Hansgrohe BOH        | Bora-Hansgrohe BOH |
| ------------------ | ------------------------- | ------------------ |
| Nr                 | Kolarz                    | Miejsce            |
| 131                | Giovanni Aleotti (ITA)    | 39.                |
| 132                | Matteo Fabbro (ITA)       | 25.                |
| 133                | Felix Großschartner (AUT) | 60.                |
| 134                | Patrick Konrad (AUT)      | 5.                 |
| 135                | Ide Schelling (NED)       | 26.                |
| 136                | Matthew Walls (GBR)       | 92.                |
| 137                | Frederik Wandahl (DEN)    | 115.               |

| Cofidis COF | Cofidis COF           | Cofidis COF |
| ----------- | --------------------- | ----------- |
| Nr          | Kolarz                | Miejsce     |
| 141         | Jesús Herrada (ESP)   | 9.          |
| 142         | Piet Allegaert (BEL)  | 87.         |
| 143         | Thomas Champion (FRA) | 98.         |
| 144         | Nicolas Edet (FRA)    | 65.         |
| 145         | José Herrada (ESP)    | 52.         |
| 146         | Szymon Sajnok (POL)   | 104.        |
| 147         | Rubén Fernández (ESP) | 19.         |

| Total Direct Énergie TDE | Total Direct Énergie TDE | Total Direct Énergie TDE |
| ------------------------ | ------------------------ | ------------------------ |
| Nr                       | Kolarz                   | Miejsce                  |
| 151                      | Niccolò Bonifazio (ITA)  | 102.                     |
| 152                      | Jérôme Cousin (FRA)      | 131.                     |
| 153                      | Víctor de la Parte (ESP) | 41.                      |
| 154                      | Damien Gaudin (FRA)      | 105.                     |
| 155                      | Fabien Grellier (FRA)    | 76.                      |
| 156                      | Julien Simon (FRA)       | 64.                      |
| 157                      | Alexis Vuillermoz (FRA)  | 28.                      |

| B&B Hotels p/b KTM BBK | B&B Hotels p/b KTM BBK | B&B Hotels p/b KTM BBK |
| ---------------------- | ---------------------- | ---------------------- |
| Nr                     | Kolarz                 | Miejsce                |
| 161                    | Nicola Bagioli (ITA)   | 83.                    |
| 162                    | Franck Bonnamour (FRA) | 56.                    |
| 163                    | Bryan Coquard (FRA)    | 74.                    |
| 164                    | Jens Debusschere (BEL) | 114.                   |
| 165                    | Jonathan Hivert (FRA)  | 33.                    |
| 166                    | Jérémy Lecroq (FRA)    | DNF-4                  |
| 167                    | Cyril Lemoine (FRA)    | 100.                   |

| Delko DKO | Delko DKO                  | Delko DKO |
| --------- | -------------------------- | --------- |
| Nr        | Kolarz                     | Miejsce   |
| 171       | José Manuel Díaz (ESP)     | 21.       |
| 172       | Alessandro Fedeli (ITA)    | DNF-4     |
| 173       | Delio Fernández (ESP)      | 112.      |
| 174       | Biniam Girmay (ERI)        | 118.      |
| 175       | Eduard-Michael Grosu (ROU) | 119.      |
| 176       | Dušan Rajović (SRB)        | DNS-1     |
| 177       | Julien Trarieux (FRA)      | 82.       |

| Xelliss-Roubaix Lille Métropole XRL | Xelliss-Roubaix Lille Métropole XRL | Xelliss-Roubaix Lille Métropole XRL |
| ----------------------------------- | ----------------------------------- | ----------------------------------- |
| Nr                                  | Kolarz                              | Miejsce                             |
| 181                                 | Julien Antomarchi (FRA)             | DNF-1                               |
| 182                                 | Ivan Centrone (LUX)                 | DNS-2                               |
| 183                                 | Mathias De Witte (BEL)              | 47.                                 |
| 184                                 | Samuel Leroux (FRA)                 | 110.                                |
| 185                                 | Jérémy Leveau (FRA)                 | 66.                                 |
| 186                                 | Maxime Urruty (FRA)                 | 106.                                |
| 187                                 | Emiel Vermeulen (BEL)               | 117.                                |

| Saint Michel-Auber 93 AUB | Saint Michel-Auber 93 AUB | Saint Michel-Auber 93 AUB |
| ------------------------- | ------------------------- | ------------------------- |
| Nr                        | Kolarz                    | Miejsce                   |
| 191                       | Baptiste Bleier (FRA)     | 124.                      |
| 192                       | Romain Cardis (FRA)       | 84.                       |
| 193                       | Tony Hurel (FRA)          | 130.                      |
| 194                       | Adrien Guillonnet (FRA)   | 67.                       |
| 195                       | Louis Louvet (FRA)        | 123.                      |
| 196                       | Yoann Paillot (FRA)       | 86.                       |
| 197                       | Stéphane Rossetto (FRA)   | 42.                       |

| Deceuninck-Quick Step DQT | Deceuninck-Quick Step DQT        | Deceuninck-Quick Step DQT |
| ------------------------- | -------------------------------- | ------------------------- |
| Nr                        | Kolarz                           | Miejsce                   |
| 1                         | Julian Alaphilippe (FRA) (szosa) | 2.                        |
| 2                         | Kasper Asgreen (DEN) (szosa)     | 109.                      |
| 3                         | Davide Ballerini (ITA)           | 78.                       |
| 4                         | Rémi Cavagna (FRA)               | 94.                       |
| 5                         | Yves Lampaert (BEL)              | 113.                      |
| 6                         | Zdeněk Štybar (CZE)              | 77.                       |
| 7                         | Mauri Vansevenant (BEL)          | 8.                        |

| Ineos Grenadiers IGD | Ineos Grenadiers IGD    | Ineos Grenadiers IGD |
| -------------------- | ----------------------- | -------------------- |
| Nr                   | Kolarz                  | Miejsce              |
| 11                   | Egan Bernal (COL)       | 3.                   |
| 12                   | Laurens De Plus (BEL)   | 35.                  |
| 13                   | Edward Dunbar (IRL)     | 69.                  |
| 14                   | Gianni Moscon (ITA)     | 53.                  |
| 15                   | Carlos Rodríguez (ESP)  | 17.                  |
| 16                   | Iván Sosa (COL)         | 1.                   |
| 17                   | Ben Swift (GBR) (szosa) | 54.                  |

| Astana-Premier Tech APT | Astana-Premier Tech APT        | Astana-Premier Tech APT |
| ----------------------- | ------------------------------ | ----------------------- |
| Nr                      | Kolarz                         | Miejsce                 |
| 21                      | Gorka Izagirre (ESP)           | 31.                     |
| 22                      | Aleksiej Łucenko (KAZ) (szosa) | 20.                     |
| 23                      | Alex Aranburu (ESP)            | 96.                     |
| 24                      | Omar Fraile (ESP)              | 68.                     |
| 25                      | Ion Izagirre (ESP)             | 30.                     |
| 26                      | Harold Tejada (COL)            | 37.                     |
| 27                      | Aleksandr Własow (RUS)         | 10.                     |

| Groupama-FDJ GFC | Groupama-FDJ GFC            | Groupama-FDJ GFC |
| ---------------- | --------------------------- | ---------------- |
| Nr               | Kolarz                      | Miejsce          |
| 31               | Arnaud Démare (FRA) (szosa) | 120.             |
| 32               | Clément Davy (FRA)          | 132.             |
| 33               | Jacopo Guarnieri (ITA)      | 103.             |
| 34               | Ignatas Konovalovas (LTU)   | 125.             |
| 35               | Rudy Molard (FRA)           | 23.              |
| 36               | Miles Scotson (AUS)         | 55.              |
| 37               | Ramon Sinkeldam (NED)       | 127.             |

| Lotto-Soudal LTS | Lotto-Soudal LTS         | Lotto-Soudal LTS |
| ---------------- | ------------------------ | ---------------- |
| Nr               | Kolarz                   | Miejsce          |
| 41               | Filippo Conca (ITA)      | 108.             |
| 42               | John Degenkolb (GER)     | 89.              |
| 43               | Frederik Frison (BEL)    | 71.              |
| 44               | Philippe Gilbert (BEL)   | 48.              |
| 45               | Stefano Oldani (ITA)     | 34.              |
| 46               | Florian Vermeersch (BEL) | 62.              |
| 47               | Tim Wellens (BEL)        | DNS-3            |

| Arkéa-Samsic ARK | Arkéa-Samsic ARK        | Arkéa-Samsic ARK |
| ---------------- | ----------------------- | ---------------- |
| Nr               | Kolarz                  | Miejsce          |
| 51               | Warren Barguil (FRA)    | 13.              |
| 52               | Nacer Bouhanni (FRA)    | 88.              |
| 53               | Maxime Bouet (FRA)      | 36.              |
| 54               | Anthony Delaplace (FRA) | 57.              |
| 55               | Thomas Boudat (FRA)     | 95.              |
| 56               | Clément Russo (FRA)     | 107.             |
| 57               | Connor Swift (GBR)      | 63.              |

| UAE Team Emirates UAD | UAE Team Emirates UAD           | UAE Team Emirates UAD |
| --------------------- | ------------------------------- | --------------------- |
| Nr                    | Kolarz                          | Miejsce               |
| 61                    | Andrés Camilo Ardila (COL)      | 38.                   |
| 62                    | Valerio Conti (ITA)             | 49.                   |
| 63                    | Alessandro Covi (ITA)           | 61.                   |
| 64                    | Sven Erik Bystrøm (NOR) (szosa) | 70.                   |
| 65                    | Alexander Kristoff (NOR)        | 101.                  |
| 66                    | Vegard Stake Laengen (NOR)      | 51.                   |
| 67                    | Matteo Trentin (ITA)            | 80.                   |

| Bahrain Victorious TBV | Bahrain Victorious TBV  | Bahrain Victorious TBV |
| ---------------------- | ----------------------- | ---------------------- |
| Nr                     | Kolarz                  | Miejsce                |
| 71                     | Phil Bauhaus (GER)      | 111.                   |
| 72                     | Jack Haig (AUS)         | 7.                     |
| 73                     | Heinrich Haussler (AUS) | 59.                    |
| 74                     | Wout Poels (NED)        | 4.                     |
| 75                     | Gino Mäder (SUI)        | 45.                    |
| 76                     | Dylan Teuns (BEL)       | 15.                    |
| 77                     | Fred Wright (GBR)       | 73.                    |

| Trek-Segafredo TFS | Trek-Segafredo TFS     | Trek-Segafredo TFS |
| ------------------ | ---------------------- | ------------------ |
| Nr                 | Kolarz                 | Miejsce            |
| 81                 | Giulio Ciccone (ITA)   | 11.                |
| 82                 | Koen de Kort (NED)     | 91.                |
| 83                 | Niklas Eg (DEN)        | 129.               |
| 84                 | Emīls Liepiņš (LAT)    | 128.               |
| 85                 | Bauke Mollema (NED)    | 6.                 |
| 86                 | Matteo Moschetti (ITA) | 121.               |
| 87                 | Kiel Reijnen (USA)     | 122.               |

| Movistar Team MOV | Movistar Team MOV      | Movistar Team MOV |
| ----------------- | ---------------------- | ----------------- |
| Nr                | Kolarz                 | Miejsce           |
| 91                | Enric Mas (ESP)        | 85.               |
| 92                | Matteo Jorgenson (USA) | 14.               |
| 93                | Abner González (PUR)   | 32.               |
| 94                | Carlos Verona (ESP)    | 46.               |
| 95                | Sergio Samitier (ESP)  | 43.               |
| 96                | Imanol Erviti (ESP)    | 79.               |
| 97                | Lluís Mas (ESP)        | 40.               |

| Qhubeka Assos TQA | Qhubeka Assos TQA      | Qhubeka Assos TQA |
| ----------------- | ---------------------- | ----------------- |
| Nr                | Kolarz                 | Miejsce           |
| 101               | Fabio Aru (ITA)        | 18.               |
| 102               | Sander Armée (BEL)     | 29.               |
| 103               | Connor Brown (NZL)     | 116.              |
| 104               | Nicholas Dlamini (RSA) | 93.               |
| 105               | Kilian Frankiny (SUI)  | 22.               |
| 106               | Mauro Schmid (SUI)     | 58.               |
| 107               | Karel Vacek (CZE)      | 97.               |

| Team DSM DSM | Team DSM DSM             | Team DSM DSM |
| ------------ | ------------------------ | ------------ |
| Nr           | Kolarz                   | Miejsce      |
| 111          | Romain Combaud (FRA)     | 24.          |
| 112          | Mark Donovan (GBR)       | 50.          |
| 113          | Max Kanter (GER)         | 99.          |
| 114          | Andreas Leknessund (NOR) | 90.          |
| 115          | Niklas Märkl (GER)       | 133.         |
| 116          | Nicolas Roche (IRL)      | 72.          |
| 117          | Jasha Sütterlin (GER)    | 126.         |

| AG2R Citroën Team ACT | AG2R Citroën Team ACT        | AG2R Citroën Team ACT |
| --------------------- | ---------------------------- | --------------------- |
| Nr                    | Kolarz                       | Miejsce               |
| 121                   | Geoffrey Bouchard (FRA)      | 27.                   |
| 122                   | Lilian Calmejane (FRA)       | DNF-3                 |
| 123                   | Tony Gallopin (FRA)          | 44.                   |
| 124                   | Ben O’Connor (AUS)           | 16.                   |
| 125                   | Aurélien Paret-Peintre (FRA) | 12.                   |
| 126                   | Michael Schär (SUI)          | 81.                   |
| 127                   | Clément Venturini (FRA)      | 75.                   |

| Bora-Hansgrohe BOH | Bora-Hansgrohe BOH        | Bora-Hansgrohe BOH |
| ------------------ | ------------------------- | ------------------ |
| Nr                 | Kolarz                    | Miejsce            |
| 131                | Giovanni Aleotti (ITA)    | 39.                |
| 132                | Matteo Fabbro (ITA)       | 25.                |
| 133                | Felix Großschartner (AUT) | 60.                |
| 134                | Patrick Konrad (AUT)      | 5.                 |
| 135                | Ide Schelling (NED)       | 26.                |
| 136                | Matthew Walls (GBR)       | 92.                |
| 137                | Frederik Wandahl (DEN)    | 115.               |

| Cofidis COF | Cofidis COF           | Cofidis COF |
| ----------- | --------------------- | ----------- |
| Nr          | Kolarz                | Miejsce     |
| 141         | Jesús Herrada (ESP)   | 9.          |
| 142         | Piet Allegaert (BEL)  | 87.         |
| 143         | Thomas Champion (FRA) | 98.         |
| 144         | Nicolas Edet (FRA)    | 65.         |
| 145         | José Herrada (ESP)    | 52.         |
| 146         | Szymon Sajnok (POL)   | 104.        |
| 147         | Rubén Fernández (ESP) | 19.         |

| Total Direct Énergie TDE | Total Direct Énergie TDE | Total Direct Énergie TDE |
| ------------------------ | ------------------------ | ------------------------ |
| Nr                       | Kolarz                   | Miejsce                  |
| 151                      | Niccolò Bonifazio (ITA)  | 102.                     |
| 152                      | Jérôme Cousin (FRA)      | 131.                     |
| 153                      | Víctor de la Parte (ESP) | 41.                      |
| 154                      | Damien Gaudin (FRA)      | 105.                     |
| 155                      | Fabien Grellier (FRA)    | 76.                      |
| 156                      | Julien Simon (FRA)       | 64.                      |
| 157                      | Alexis Vuillermoz (FRA)  | 28.                      |

| B&B Hotels p/b KTM BBK | B&B Hotels p/b KTM BBK | B&B Hotels p/b KTM BBK |
| ---------------------- | ---------------------- | ---------------------- |
| Nr                     | Kolarz                 | Miejsce                |
| 161                    | Nicola Bagioli (ITA)   | 83.                    |
| 162                    | Franck Bonnamour (FRA) | 56.                    |
| 163                    | Bryan Coquard (FRA)    | 74.                    |
| 164                    | Jens Debusschere (BEL) | 114.                   |
| 165                    | Jonathan Hivert (FRA)  | 33.                    |
| 166                    | Jérémy Lecroq (FRA)    | DNF-4                  |
| 167                    | Cyril Lemoine (FRA)    | 100.                   |

| Delko DKO | Delko DKO                  | Delko DKO |
| --------- | -------------------------- | --------- |
| Nr        | Kolarz                     | Miejsce   |
| 171       | José Manuel Díaz (ESP)     | 21.       |
| 172       | Alessandro Fedeli (ITA)    | DNF-4     |
| 173       | Delio Fernández (ESP)      | 112.      |
| 174       | Biniam Girmay (ERI)        | 118.      |
| 175       | Eduard-Michael Grosu (ROU) | 119.      |
| 176       | Dušan Rajović (SRB)        | DNS-1     |
| 177       | Julien Trarieux (FRA)      | 82.       |

| Xelliss-Roubaix Lille Métropole XRL | Xelliss-Roubaix Lille Métropole XRL | Xelliss-Roubaix Lille Métropole XRL |
| ----------------------------------- | ----------------------------------- | ----------------------------------- |
| Nr                                  | Kolarz                              | Miejsce                             |
| 181                                 | Julien Antomarchi (FRA)             | DNF-1                               |
| 182                                 | Ivan Centrone (LUX)                 | DNS-2                               |
| 183                                 | Mathias De Witte (BEL)              | 47.                                 |
| 184                                 | Samuel Leroux (FRA)                 | 110.                                |
| 185                                 | Jérémy Leveau (FRA)                 | 66.                                 |
| 186                                 | Maxime Urruty (FRA)                 | 106.                                |
| 187                                 | Emiel Vermeulen (BEL)               | 117.                                |

| Saint Michel-Auber 93 AUB | Saint Michel-Auber 93 AUB | Saint Michel-Auber 93 AUB |
| ------------------------- | ------------------------- | ------------------------- |
| Nr                        | Kolarz                    | Miejsce                   |
| 191                       | Baptiste Bleier (FRA)     | 124.                      |
| 192                       | Romain Cardis (FRA)       | 84.                       |
| 193                       | Tony Hurel (FRA)          | 130.                      |
| 194                       | Adrien Guillonnet (FRA)   | 67.                       |
| 195                       | Louis Louvet (FRA)        | 123.                      |
| 196                       | Yoann Paillot (FRA)       | 86.                       |
| 197                       | Stéphane Rossetto (FRA)   | 42.                       |

Legenda: DNF – nie ukończył etapu, OTL – przekroczył limit czasu, DNS – nie wystartował do etapu, DSQ – zdyskwalifikowany. Numer przy skrócie oznacza etap, na którym kolarz opuścił wyścig.

## Wyniki etapów

### Etap 1
| Aubagne - Six-Fours-les-Plages | pagórkowaty | (182,3 km) |

| \| Klasyfikacja etapu \| Klasyfikacja etapu \| Klasyfikacja etapu \| Klasyfikacja etapu \| Klasyfikacja etapu \| \| Kolarz \| Kolarz \| Państwo \| Drużyna \| Czas \| \| ------------------ \| ------------------ \| ------------------ \| --------------------- \| ------------------ \| \| 1. \| Davide Ballerini \| Włochy \| Deceuninck-Quick Step \| 4h 43' 23" \| \| 2. \| Arnaud Démare \| Francja \| Groupama-FDJ \| + 0" \| \| 3. \| Nacer Bouhanni \| Francja \| Arkéa-Samsic \| + 0" \| \| 4. \| Clément Venturini \| Francja \| AG2R Citroën Team \| + 0" \| \| 5. \| Matthew Walls \| Wielka Brytania \| Bora-Hansgrohe \| + 0" \| \| 6. \| Ide Schelling \| Holandia \| Bora-Hansgrohe \| + 0" \| \| 7. \| Bryan Coquard \| Francja \| B&B Hotels p/b KTM \| + 0" \| \| 8. \| Phil Bauhaus \| Niemcy \| Bahrain Victorious \| + 0" \| \| 9. \| Matteo Moschetti \| Włochy \| Trek-Segafredo \| + 0" \| \| 10. \| Alexander Kristoff \| Norwegia \| UAE Team Emirates \| + 0" \| |                    |                 |                       |            |
| |                    |                 |                       |            |
| Źródło: ProCyclingStats |                    |                 |                       |            |
| Klasyfikacja etapu |                    |                 |                       |            |
| Kolarz | Kolarz             | Państwo         | Drużyna               | Czas       |
| 1. | Davide Ballerini   | Włochy          | Deceuninck-Quick Step | 4h 43' 23" |
| 2. | Arnaud Démare      | Francja         | Groupama-FDJ          | + 0"       |
| 3. | Nacer Bouhanni     | Francja         | Arkéa-Samsic          | + 0"       |
| 4. | Clément Venturini  | Francja         | AG2R Citroën Team     | + 0"       |
| 5. | Matthew Walls      | Wielka Brytania | Bora-Hansgrohe        | + 0"       |
| 6. | Ide Schelling      | Holandia        | Bora-Hansgrohe        | + 0"       |
| 7. | Bryan Coquard      | Francja         | B&B Hotels p/b KTM    | + 0"       |
| 8. | Phil Bauhaus       | Niemcy          | Bahrain Victorious    | + 0"       |
| 9. | Matteo Moschetti   | Włochy          | Trek-Segafredo        | + 0"       |
| 10. | Alexander Kristoff | Norwegia        | UAE Team Emirates     | + 0"       |

| \| Klasyfikacja generalna \| Klasyfikacja generalna \| Klasyfikacja generalna \| Klasyfikacja generalna \| Klasyfikacja generalna \| \| Kolarz \| Kolarz \| Państwo \| Drużyna \| Czas \| \| ---------------------- \| ---------------------- \| ---------------------- \| ---------------------- \| ---------------------- \| \| 1. \| Davide Ballerini \| Włochy \| Deceuninck-Quick Step \| 4h 43' 13" \| \| 2. \| Arnaud Démare \| Francja \| Groupama-FDJ \| + 4" \| \| 3. \| Nacer Bouhanni \| Francja \| Arkéa-Samsic \| + 6" \| \| 4. \| Lilian Calmejane \| Francja \| AG2R Citroën Team \| + 6" \| \| 5. \| Julian Alaphilippe \| Francja \| Deceuninck-Quick Step \| + 7" \| \| 6. \| Bauke Mollema \| Holandia \| Trek-Segafredo \| + 9" \| \| 7. \| Gianni Moscon \| Włochy \| Ineos Grenadiers \| + 9" \| \| 8. \| Clément Venturini \| Francja \| AG2R Citroën Team \| + 10" \| \| 9. \| Matthew Walls \| Wielka Brytania \| Bora-Hansgrohe \| + 10" \| \| 10. \| Ide Schelling \| Holandia \| Bora-Hansgrohe \| + 10" \| |                    |                 |                       |            |
| |                    |                 |                       |            |
| Źródło: ProCyclingStats |                    |                 |                       |            |
| Klasyfikacja generalna |                    |                 |                       |            |
| Kolarz | Kolarz             | Państwo         | Drużyna               | Czas       |
| 1. | Davide Ballerini   | Włochy          | Deceuninck-Quick Step | 4h 43' 13" |
| 2. | Arnaud Démare      | Francja         | Groupama-FDJ          | + 4"       |
| 3. | Nacer Bouhanni     | Francja         | Arkéa-Samsic          | + 6"       |
| 4. | Lilian Calmejane   | Francja         | AG2R Citroën Team     | + 6"       |
| 5. | Julian Alaphilippe | Francja         | Deceuninck-Quick Step | + 7"       |
| 6. | Bauke Mollema      | Holandia        | Trek-Segafredo        | + 9"       |
| 7. | Gianni Moscon      | Włochy          | Ineos Grenadiers      | + 9"       |
| 8. | Clément Venturini  | Francja         | AG2R Citroën Team     | + 10"      |
| 9. | Matthew Walls      | Wielka Brytania | Bora-Hansgrohe        | + 10"      |
| 10. | Ide Schelling      | Holandia        | Bora-Hansgrohe        | + 10"      |

### Etap 2
| Cassis - Manosque | pagórkowaty | (174,6 km) |

| \| Klasyfikacja etapu \| Klasyfikacja etapu \| Klasyfikacja etapu \| Klasyfikacja etapu \| Klasyfikacja etapu \| \| Kolarz \| Kolarz \| Państwo \| Drużyna \| Czas \| \| ------------------ \| ------------------ \| ------------------ \| --------------------- \| ------------------ \| \| 1. \| Davide Ballerini \| Włochy \| Deceuninck-Quick Step \| 4h 21' 49" \| \| 2. \| Giulio Ciccone \| Włochy \| Trek-Segafredo \| + 0" \| \| 3. \| Alex Aranburu \| Hiszpania \| Astana-Premier Tech \| + 0" \| \| 4. \| Dylan Teuns \| Belgia \| Bahrain Victorious \| + 0" \| \| 5. \| Patrick Konrad \| Austria \| Bora-Hansgrohe \| + 0" \| \| 6. \| Aleksiej Łucenko \| Kazachstan \| Astana-Premier Tech \| + 0" \| \| 7. \| Gianni Moscon \| Włochy \| Ineos Grenadiers \| + 0" \| \| 8. \| Stefano Oldani \| Włochy \| Lotto-Soudal \| + 0" \| \| 9. \| Sven Erik Bystrøm \| Norwegia \| UAE Team Emirates \| + 0" \| \| 10. \| Bauke Mollema \| Holandia \| Trek-Segafredo \| + 6" \| |                   |            |                       |            |
| |                   |            |                       |            |
| Źródło: ProCyclingStats |                   |            |                       |            |
| Klasyfikacja etapu |                   |            |                       |            |
| Kolarz | Kolarz            | Państwo    | Drużyna               | Czas       |
| 1. | Davide Ballerini  | Włochy     | Deceuninck-Quick Step | 4h 21' 49" |
| 2. | Giulio Ciccone    | Włochy     | Trek-Segafredo        | + 0"       |
| 3. | Alex Aranburu     | Hiszpania  | Astana-Premier Tech   | + 0"       |
| 4. | Dylan Teuns       | Belgia     | Bahrain Victorious    | + 0"       |
| 5. | Patrick Konrad    | Austria    | Bora-Hansgrohe        | + 0"       |
| 6. | Aleksiej Łucenko  | Kazachstan | Astana-Premier Tech   | + 0"       |
| 7. | Gianni Moscon     | Włochy     | Ineos Grenadiers      | + 0"       |
| 8. | Stefano Oldani    | Włochy     | Lotto-Soudal          | + 0"       |
| 9. | Sven Erik Bystrøm | Norwegia   | UAE Team Emirates     | + 0"       |
| 10. | Bauke Mollema     | Holandia   | Trek-Segafredo        | + 6"       |

| \| Klasyfikacja generalna \| Klasyfikacja generalna \| Klasyfikacja generalna \| Klasyfikacja generalna \| Klasyfikacja generalna \| \| Kolarz \| Kolarz \| Państwo \| Drużyna \| Czas \| \| ---------------------- \| ---------------------- \| ---------------------- \| ---------------------- \| ---------------------- \| \| 1. \| Davide Ballerini \| Włochy \| Deceuninck-Quick Step \| 9h 04' 52" \| \| 2. \| Alex Aranburu \| Hiszpania \| Astana-Premier Tech \| + 16" \| \| 3. \| Julian Alaphilippe \| Francja \| Deceuninck-Quick Step \| + 17" \| \| 4. \| Bauke Mollema \| Holandia \| Trek-Segafredo \| + 19" \| \| 5. \| Gianni Moscon \| Włochy \| Ineos Grenadiers \| + 19" \| \| 6. \| Patrick Konrad \| Austria \| Bora-Hansgrohe \| + 20" \| \| 7. \| Dylan Teuns \| Belgia \| Bahrain Victorious \| + 20" \| \| 8. \| Jack Haig \| Australia \| Bahrain Victorious \| + 20" \| \| 9. \| Ide Schelling \| Holandia \| Bora-Hansgrohe \| + 20" \| \| 10. \| Aurélien Paret-Peintre \| Francja \| AG2R Citroën Team \| + 20" \| |                        |           |                       |            |
| |                        |           |                       |            |
| Źródło: ProCyclingStats |                        |           |                       |            |
| Klasyfikacja generalna |                        |           |                       |            |
| Kolarz | Kolarz                 | Państwo   | Drużyna               | Czas       |
| 1. | Davide Ballerini       | Włochy    | Deceuninck-Quick Step | 9h 04' 52" |
| 2. | Alex Aranburu          | Hiszpania | Astana-Premier Tech   | + 16"      |
| 3. | Julian Alaphilippe     | Francja   | Deceuninck-Quick Step | + 17"      |
| 4. | Bauke Mollema          | Holandia  | Trek-Segafredo        | + 19"      |
| 5. | Gianni Moscon          | Włochy    | Ineos Grenadiers      | + 19"      |
| 6. | Patrick Konrad         | Austria   | Bora-Hansgrohe        | + 20"      |
| 7. | Dylan Teuns            | Belgia    | Bahrain Victorious    | + 20"      |
| 8. | Jack Haig              | Australia | Bahrain Victorious    | + 20"      |
| 9. | Ide Schelling          | Holandia  | Bora-Hansgrohe        | + 20"      |
| 10. | Aurélien Paret-Peintre | Francja   | AG2R Citroën Team     | + 20"      |

### Etap 3
| Istres - Chalet Reynard | górski | (153,9 km) |

| \| Klasyfikacja etapu \| Klasyfikacja etapu \| Klasyfikacja etapu \| Klasyfikacja etapu \| Klasyfikacja etapu \| \| Kolarz \| Kolarz \| Państwo \| Drużyna \| Czas \| \| ------------------ \| ------------------ \| ------------------ \| --------------------- \| ------------------ \| \| 1. \| Iván Sosa \| Kolumbia \| Ineos Grenadiers \| 4h 08' 14" \| \| 2. \| Egan Bernal \| Kolumbia \| Ineos Grenadiers \| + 15" \| \| 3. \| Julian Alaphilippe \| Francja \| Deceuninck-Quick Step \| + 18" \| \| 4. \| Wout Poels \| Holandia \| Bahrain Victorious \| + 29" \| \| 5. \| Jesús Herrada \| Hiszpania \| Cofidis \| + 48" \| \| 6. \| Giulio Ciccone \| Włochy \| Trek-Segafredo \| + 48" \| \| 7. \| Bauke Mollema \| Holandia \| Trek-Segafredo \| + 48" \| \| 8. \| Mauri Vansevenant \| Belgia \| Deceuninck-Quick Step \| + 48" \| \| 9. \| Jack Haig \| Australia \| Bahrain Victorious \| + 48" \| \| 10. \| Patrick Konrad \| Austria \| Bora-Hansgrohe \| + 48" \| |                    |           |                       |            |
| |                    |           |                       |            |
| Źródło: ProCyclingStats |                    |           |                       |            |
| Klasyfikacja etapu |                    |           |                       |            |
| Kolarz | Kolarz             | Państwo   | Drużyna               | Czas       |
| 1. | Iván Sosa          | Kolumbia  | Ineos Grenadiers      | 4h 08' 14" |
| 2. | Egan Bernal        | Kolumbia  | Ineos Grenadiers      | + 15"      |
| 3. | Julian Alaphilippe | Francja   | Deceuninck-Quick Step | + 18"      |
| 4. | Wout Poels         | Holandia  | Bahrain Victorious    | + 29"      |
| 5. | Jesús Herrada      | Hiszpania | Cofidis               | + 48"      |
| 6. | Giulio Ciccone     | Włochy    | Trek-Segafredo        | + 48"      |
| 7. | Bauke Mollema      | Holandia  | Trek-Segafredo        | + 48"      |
| 8. | Mauri Vansevenant  | Belgia    | Deceuninck-Quick Step | + 48"      |
| 9. | Jack Haig          | Australia | Bahrain Victorious    | + 48"      |
| 10. | Patrick Konrad     | Austria   | Bora-Hansgrohe        | + 48"      |

| \| Klasyfikacja generalna \| Klasyfikacja generalna \| Klasyfikacja generalna \| Klasyfikacja generalna \| Klasyfikacja generalna \| \| Kolarz \| Kolarz \| Państwo \| Drużyna \| Czas \| \| ---------------------- \| ---------------------- \| ---------------------- \| ---------------------- \| ---------------------- \| \| 1. \| Iván Sosa \| Kolumbia \| Ineos Grenadiers \| 13h 13' 16" \| \| 2. \| Egan Bernal \| Kolumbia \| Ineos Grenadiers \| + 19" \| \| 3. \| Julian Alaphilippe \| Francja \| Deceuninck-Quick Step \| + 21" \| \| 4. \| Wout Poels \| Holandia \| Bahrain Victorious \| + 39" \| \| 5. \| Bauke Mollema \| Holandia \| Trek-Segafredo \| + 57" \| \| 6. \| Patrick Konrad \| Austria \| Bora-Hansgrohe \| + 58" \| \| 7. \| Jack Haig \| Australia \| Bahrain Victorious \| + 58" \| \| 8. \| Mauri Vansevenant \| Belgia \| Deceuninck-Quick Step \| + 58" \| \| 9. \| Jesús Herrada \| Hiszpania \| Cofidis \| + 58" \| \| 10. \| Aleksandr Własow \| Rosja \| Astana-Premier Tech \| + 58" \| |                    |           |                       |             |
| |                    |           |                       |             |
| Źródło: ProCyclingStats |                    |           |                       |             |
| Klasyfikacja generalna |                    |           |                       |             |
| Kolarz | Kolarz             | Państwo   | Drużyna               | Czas        |
| 1. | Iván Sosa          | Kolumbia  | Ineos Grenadiers      | 13h 13' 16" |
| 2. | Egan Bernal        | Kolumbia  | Ineos Grenadiers      | + 19"       |
| 3. | Julian Alaphilippe | Francja   | Deceuninck-Quick Step | + 21"       |
| 4. | Wout Poels         | Holandia  | Bahrain Victorious    | + 39"       |
| 5. | Bauke Mollema      | Holandia  | Trek-Segafredo        | + 57"       |
| 6. | Patrick Konrad     | Austria   | Bora-Hansgrohe        | + 58"       |
| 7. | Jack Haig          | Australia | Bahrain Victorious    | + 58"       |
| 8. | Mauri Vansevenant  | Belgia    | Deceuninck-Quick Step | + 58"       |
| 9. | Jesús Herrada      | Hiszpania | Cofidis               | + 58"       |
| 10. | Aleksandr Własow   | Rosja     | Astana-Premier Tech   | + 58"       |

### Etap 4
| Awinion - Salon-de-Provence | płaski | (163,2 km) |

| \| Klasyfikacja etapu \| Klasyfikacja etapu \| Klasyfikacja etapu \| Klasyfikacja etapu \| Klasyfikacja etapu \| \| Kolarz \| Kolarz \| Państwo \| Drużyna \| Czas \| \| ------------------ \| -------------------- \| ------------------ \| --------------------- \| ------------------ \| \| 1. \| Phil Bauhaus \| Niemcy \| Bahrain Victorious \| 3h 47' 01" \| \| 2. \| Davide Ballerini \| Włochy \| Deceuninck-Quick Step \| + 0" \| \| 3. \| Nacer Bouhanni \| Francja \| Arkéa-Samsic \| + 0" \| \| 4. \| Matteo Moschetti \| Włochy \| Trek-Segafredo \| + 0" \| \| 5. \| John Degenkolb \| Niemcy \| Lotto-Soudal \| + 0" \| \| 6. \| Bryan Coquard \| Francja \| B&B Hotels p/b KTM \| + 0" \| \| 7. \| Matthew Walls \| Wielka Brytania \| Bora-Hansgrohe \| + 0" \| \| 8. \| Niccolò Bonifazio \| Włochy \| Total Direct Énergie \| + 0" \| \| 9. \| Eduard-Michael Grosu \| Rumunia \| Delko \| + 0" \| \| 10. \| Alexander Kristoff \| Norwegia \| UAE Team Emirates \| + 0" \| |                      |                 |                       |            |
| |                      |                 |                       |            |
| Źródło: ProCyclingStats |                      |                 |                       |            |
| Klasyfikacja etapu |                      |                 |                       |            |
| Kolarz | Kolarz               | Państwo         | Drużyna               | Czas       |
| 1. | Phil Bauhaus         | Niemcy          | Bahrain Victorious    | 3h 47' 01" |
| 2. | Davide Ballerini     | Włochy          | Deceuninck-Quick Step | + 0"       |
| 3. | Nacer Bouhanni       | Francja         | Arkéa-Samsic          | + 0"       |
| 4. | Matteo Moschetti     | Włochy          | Trek-Segafredo        | + 0"       |
| 5. | John Degenkolb       | Niemcy          | Lotto-Soudal          | + 0"       |
| 6. | Bryan Coquard        | Francja         | B&B Hotels p/b KTM    | + 0"       |
| 7. | Matthew Walls        | Wielka Brytania | Bora-Hansgrohe        | + 0"       |
| 8. | Niccolò Bonifazio    | Włochy          | Total Direct Énergie  | + 0"       |
| 9. | Eduard-Michael Grosu | Rumunia         | Delko                 | + 0"       |
| 10. | Alexander Kristoff   | Norwegia        | UAE Team Emirates     | + 0"       |

## Klasyfikacje

### Klasyfikacja generalna
| \| Klasyfikacja generalna \| Klasyfikacja generalna \| Klasyfikacja generalna \| Klasyfikacja generalna \| Klasyfikacja generalna \| \| Kolarz \| Kolarz \| Państwo \| Drużyna \| Czas \| \| ---------------------- \| ---------------------- \| ---------------------- \| ---------------------- \| ---------------------- \| \| 1. \| Iván Sosa \| Kolumbia \| Ineos Grenadiers \| 17h 00' 17" \| \| 2. \| Julian Alaphilippe \| Francja \| Deceuninck-Quick Step \| + 18" \| \| 3. \| Egan Bernal \| Kolumbia \| Ineos Grenadiers \| + 19" \| \| 4. \| Wout Poels \| Holandia \| Bahrain Victorious \| + 39" \| \| 5. \| Patrick Konrad \| Austria \| Bora-Hansgrohe \| + 57" \| \| 6. \| Bauke Mollema \| Holandia \| Trek-Segafredo \| + 57" \| \| 7. \| Jack Haig \| Australia \| Bahrain Victorious \| + 58" \| \| 8. \| Mauri Vansevenant \| Belgia \| Deceuninck-Quick Step \| + 58" \| \| 9. \| Jesús Herrada \| Hiszpania \| Cofidis \| + 58" \| \| 10. \| Aleksandr Własow \| Rosja \| Astana-Premier Tech \| + 58" \| |                    |           |                       |             |
| |                    |           |                       |             |
| Źródło: ProCyclingStats |                    |           |                       |             |
| Klasyfikacja generalna |                    |           |                       |             |
| Kolarz | Kolarz             | Państwo   | Drużyna               | Czas        |
| 1. | Iván Sosa          | Kolumbia  | Ineos Grenadiers      | 17h 00' 17" |
| 2. | Julian Alaphilippe | Francja   | Deceuninck-Quick Step | + 18"       |
| 3. | Egan Bernal        | Kolumbia  | Ineos Grenadiers      | + 19"       |
| 4. | Wout Poels         | Holandia  | Bahrain Victorious    | + 39"       |
| 5. | Patrick Konrad     | Austria   | Bora-Hansgrohe        | + 57"       |
| 6. | Bauke Mollema      | Holandia  | Trek-Segafredo        | + 57"       |
| 7. | Jack Haig          | Australia | Bahrain Victorious    | + 58"       |
| 8. | Mauri Vansevenant  | Belgia    | Deceuninck-Quick Step | + 58"       |
| 9. | Jesús Herrada      | Hiszpania | Cofidis               | + 58"       |
| 10. | Aleksandr Własow   | Rosja     | Astana-Premier Tech   | + 58"       |

| Klasyfikacja punktowa | Klasyfikacja punktowa | Klasyfikacja punktowa | Klasyfikacja punktowa | Klasyfikacja punktowa |
| Kolarz                | Kolarz                | Państwo               | Drużyna               | Punkty                |
| --------------------- | --------------------- | --------------------- | --------------------- | --------------------- |
| 1.                    | Davide Ballerini      | Włochy                | Deceuninck-Quick Step | 42 pkt                |
| 2.                    | Phil Bauhaus          | Niemcy                | Bahrain Victorious    | 20 pkt                |
| 3.                    | Nacer Bouhanni        | Francja               | Arkéa-Samsic          | 20 pkt                |
| 4.                    | Giulio Ciccone        | Włochy                | Trek-Segafredo        | 18 pkt                |
| 5.                    | Julian Alaphilippe    | Francja               | Deceuninck-Quick Step | 16 pkt                |
| 6.                    | Eduard-Michael Grosu  | Rumunia               | Delko                 | 14 pkt                |
| 7.                    | Matthew Walls         | Wielka Brytania       | Bora-Hansgrohe        | 14 pkt                |
| 8.                    | Bryan Coquard         | Francja               | B&B Hotels p/b KTM    | 13 pkt                |
| 9.                    | Matteo Moschetti      | Włochy                | Trek-Segafredo        | 13 pkt                |
| 10.                   | Arnaud Démare         | Francja               | Groupama-FDJ          | 12 pkt                |

| Klasyfikacja punktowa | Klasyfikacja punktowa | Klasyfikacja punktowa | Klasyfikacja punktowa | Klasyfikacja punktowa |
| Kolarz                | Kolarz                | Państwo               | Drużyna               | Punkty                |
| --------------------- | --------------------- | --------------------- | --------------------- | --------------------- |
| 1.                    | Davide Ballerini      | Włochy                | Deceuninck-Quick Step | 42 pkt                |
| 2.                    | Phil Bauhaus          | Niemcy                | Bahrain Victorious    | 20 pkt                |
| 3.                    | Nacer Bouhanni        | Francja               | Arkéa-Samsic          | 20 pkt                |
| 4.                    | Giulio Ciccone        | Włochy                | Trek-Segafredo        | 18 pkt                |
| 5.                    | Julian Alaphilippe    | Francja               | Deceuninck-Quick Step | 16 pkt                |
| 6.                    | Eduard-Michael Grosu  | Rumunia               | Delko                 | 14 pkt                |
| 7.                    | Matthew Walls         | Wielka Brytania       | Bora-Hansgrohe        | 14 pkt                |
| 8.                    | Bryan Coquard         | Francja               | B&B Hotels p/b KTM    | 13 pkt                |
| 9.                    | Matteo Moschetti      | Włochy                | Trek-Segafredo        | 13 pkt                |
| 10.                   | Arnaud Démare         | Francja               | Groupama-FDJ          | 12 pkt                |

| Klasyfikacja górska | Klasyfikacja górska | Klasyfikacja górska | Klasyfikacja górska             | Klasyfikacja górska |
| Kolarz              | Kolarz              | Państwo             | Drużyna                         | Punkty              |
| ------------------- | ------------------- | ------------------- | ------------------------------- | ------------------- |
| 1.                  | Filippo Conca       | Włochy              | Lotto-Soudal                    | 15 pkt              |
| 2.                  | Andreas Leknessund  | Norwegia            | Team DSM                        | 15 pkt              |
| 3.                  | Jérôme Cousin       | Francja             | Total Direct Énergie            | 9 pkt               |
| 4.                  | Delio Fernández     | Hiszpania           | Delko                           | 9 pkt               |
| 5.                  | Jérémy Leveau       | Francja             | Xelliss-Roubaix Lille Métropole | 8 pkt               |
| 6.                  | Julian Alaphilippe  | Francja             | Deceuninck-Quick Step           | 7 pkt               |
| 7.                  | Samuel Leroux       | Francja             | Xelliss-Roubaix Lille Métropole | 6 pkt               |
| 8.                  | Iván Sosa           | Kolumbia            | Ineos Grenadiers                | 5 pkt               |
| 9.                  | Mauri Vansevenant   | Belgia              | Deceuninck-Quick Step           | 5 pkt               |
| 10.                 | Lluís Mas           | Hiszpania           | Movistar Team                   | 5 pkt               |

| Klasyfikacja górska | Klasyfikacja górska | Klasyfikacja górska | Klasyfikacja górska             | Klasyfikacja górska |
| Kolarz              | Kolarz              | Państwo             | Drużyna                         | Punkty              |
| ------------------- | ------------------- | ------------------- | ------------------------------- | ------------------- |
| 1.                  | Filippo Conca       | Włochy              | Lotto-Soudal                    | 15 pkt              |
| 2.                  | Andreas Leknessund  | Norwegia            | Team DSM                        | 15 pkt              |
| 3.                  | Jérôme Cousin       | Francja             | Total Direct Énergie            | 9 pkt               |
| 4.                  | Delio Fernández     | Hiszpania           | Delko                           | 9 pkt               |
| 5.                  | Jérémy Leveau       | Francja             | Xelliss-Roubaix Lille Métropole | 8 pkt               |
| 6.                  | Julian Alaphilippe  | Francja             | Deceuninck-Quick Step           | 7 pkt               |
| 7.                  | Samuel Leroux       | Francja             | Xelliss-Roubaix Lille Métropole | 6 pkt               |
| 8.                  | Iván Sosa           | Kolumbia            | Ineos Grenadiers                | 5 pkt               |
| 9.                  | Mauri Vansevenant   | Belgia              | Deceuninck-Quick Step           | 5 pkt               |
| 10.                 | Lluís Mas           | Hiszpania           | Movistar Team                   | 5 pkt               |

| Klasyfikacja młodzieżowa | Klasyfikacja młodzieżowa | Klasyfikacja młodzieżowa | Klasyfikacja młodzieżowa | Klasyfikacja młodzieżowa |
| Kolarz                   | Kolarz                   | Państwo                  | Drużyna                  | Czas                     |
| ------------------------ | ------------------------ | ------------------------ | ------------------------ | ------------------------ |
| 1.                       | Iván Sosa                | Kolumbia                 | Ineos Grenadiers         | 17h 00' 17"              |
| 2.                       | Egan Bernal              | Kolumbia                 | Ineos Grenadiers         | + 19"                    |
| 3.                       | Mauri Vansevenant        | Belgia                   | Deceuninck-Quick Step    | + 58"                    |
| 4.                       | Aleksandr Własow         | Rosja                    | Astana-Premier Tech      | + 58"                    |
| 5.                       | Aurélien Paret-Peintre   | Francja                  | AG2R Citroën Team        | + 1' 28"                 |
| 6.                       | Matteo Jorgenson         | Stany Zjednoczone        | Movistar Team            | + 1' 28"                 |
| 7.                       | Carlos Rodríguez         | Hiszpania                | Ineos Grenadiers         | + 2' 18"                 |
| 8.                       | Ide Schelling            | Holandia                 | Bora-Hansgrohe           | + 3' 52"                 |
| 9.                       | Abner González           | Portoryko                | Movistar Team            | + 4' 26"                 |
| 10.                      | Stefano Oldani           | Włochy                   | Lotto-Soudal             | + 4' 52"                 |

| Klasyfikacja młodzieżowa | Klasyfikacja młodzieżowa | Klasyfikacja młodzieżowa | Klasyfikacja młodzieżowa | Klasyfikacja młodzieżowa |
| Kolarz                   | Kolarz                   | Państwo                  | Drużyna                  | Czas                     |
| ------------------------ | ------------------------ | ------------------------ | ------------------------ | ------------------------ |
| 1.                       | Iván Sosa                | Kolumbia                 | Ineos Grenadiers         | 17h 00' 17"              |
| 2.                       | Egan Bernal              | Kolumbia                 | Ineos Grenadiers         | + 19"                    |
| 3.                       | Mauri Vansevenant        | Belgia                   | Deceuninck-Quick Step    | + 58"                    |
| 4.                       | Aleksandr Własow         | Rosja                    | Astana-Premier Tech      | + 58"                    |
| 5.                       | Aurélien Paret-Peintre   | Francja                  | AG2R Citroën Team        | + 1' 28"                 |
| 6.                       | Matteo Jorgenson         | Stany Zjednoczone        | Movistar Team            | + 1' 28"                 |
| 7.                       | Carlos Rodríguez         | Hiszpania                | Ineos Grenadiers         | + 2' 18"                 |
| 8.                       | Ide Schelling            | Holandia                 | Bora-Hansgrohe           | + 3' 52"                 |
| 9.                       | Abner González           | Portoryko                | Movistar Team            | + 4' 26"                 |
| 10.                      | Stefano Oldani           | Włochy                   | Lotto-Soudal             | + 4' 52"                 |

| Klasyfikacja drużynowa | Klasyfikacja drużynowa | Klasyfikacja drużynowa | Klasyfikacja drużynowa |
| Drużyna                | Drużyna                | Państwo                | Czas                   |
| ---------------------- | ---------------------- | ---------------------- | ---------------------- |
| 1.                     | Ineos Grenadiers       | Wielka Brytania        | 51h 03' 44"            |
| 2.                     | Bahrain Victorious     | Bahrajn                | + 44"                  |
| 3.                     | AG2R Citroën Team      | Francja                | + 3' 29"               |
| 4.                     | Bora-Hansgrohe         | Niemcy                 | + 3' 31"               |
| 5.                     | Astana-Premier Tech    | Kazachstan             | + 3' 50"               |
| 6.                     | Movistar Team          | Hiszpania              | + 4' 28"               |
| 7.                     | Qhubeka Assos          | Południowa Afryka      | + 6' 39"               |
| 8.                     | Cofidis                | Francja                | + 9' 00"               |
| 9.                     | Deceuninck-Quick Step  | Belgia                 | + 9' 53"               |
| 10.                    | Arkéa-Samsic           | Francja                | + 11' 35"              |

| Klasyfikacja drużynowa | Klasyfikacja drużynowa | Klasyfikacja drużynowa | Klasyfikacja drużynowa |
| Drużyna                | Drużyna                | Państwo                | Czas                   |
| ---------------------- | ---------------------- | ---------------------- | ---------------------- |
| 1.                     | Ineos Grenadiers       | Wielka Brytania        | 51h 03' 44"            |
| 2.                     | Bahrain Victorious     | Bahrajn                | + 44"                  |
| 3.                     | AG2R Citroën Team      | Francja                | + 3' 29"               |
| 4.                     | Bora-Hansgrohe         | Niemcy                 | + 3' 31"               |
| 5.                     | Astana-Premier Tech    | Kazachstan             | + 3' 50"               |
| 6.                     | Movistar Team          | Hiszpania              | + 4' 28"               |
| 7.                     | Qhubeka Assos          | Południowa Afryka      | + 6' 39"               |
| 8.                     | Cofidis                | Francja                | + 9' 00"               |
| 9.                     | Deceuninck-Quick Step  | Belgia                 | + 9' 53"               |
| 10.                    | Arkéa-Samsic           | Francja                | + 11' 35"              |

### Liderzy klasyfikacji
| Etap   |             | Pierwsze miejsce _ | Klasyfikacja generalna | Punktowa         | Górska           | Młodzieżowa   | Drużynowa _      |
| ------ | ----------- | ------------------ | ---------------------- | ---------------- | ---------------- | ------------- | ---------------- |
| 1      | pagórkowaty | Davide Ballerini   | Davide Ballerini       | Davide Ballerini | Lilian Calmejane | Matthew Walls | Bora-Hansgrohe   |
| 2      | pagórkowaty | Davide Ballerini   | Davide Ballerini       | Davide Ballerini | Lilian Calmejane | Ide Schelling | Bora-Hansgrohe   |
| 3      | górski      | Iván Sosa          | Iván Sosa              | Davide Ballerini | Filippo Conca    | Iván Sosa     | Ineos Grenadiers |
| 4      | płaski      | Phil Bauhaus       | Iván Sosa              | Davide Ballerini | Filippo Conca    | Iván Sosa     | Ineos Grenadiers |
| Koniec | Koniec      |                    | Iván Sosa              | Davide Ballerini | Filippo Conca    | Iván Sosa     | Ineos Grenadiers |